# خاک و خاکستر
خاک و خاکستر عنوان فیلمی محصول سال ۲۰۰۴ افغانستان به کارگردانی عتیق رحیمی است. فیلمنامه این فیلم را کامبوزیا پرتوی فیلم‌نامه‌نویس ایرانی با اقتباس از رمان «خاکستر و خاک» اثر عتیق رحیمی نوشته است. این فیلم در جشنواره‌های مختلف سینمایی شرکت کرده و بیش از ۱۰ جایزه بدست آورده است. این فیلم به عنوان نماینده سینمای افغانستان برای رقابت بر سر دریافت جایزه اسکار بهترین فیلم غیر انگلیسی‌زبان در اسکار هفتاد و هفتم معرفی شد، اما پذیرفته نشد. خاک و خاکستر در بخش جایزه برای کارهای نو و نگاهی نو در جشنواره فیلم کن ۲۰۰۴ به نمایش درآمد. این فیلم جایزه «کشتی بادبانی طلایی» جشنواره فیلم زنگبار ۲۰۰۵ را به دست آورد.
رمانی که داستان فیلم از آن اقتباس شده‌است را رحیمی با نام اندک متفاوت «خاکستر و خاک» در سال ۱۹۹۹ منتشر کرد و پس از آنکه به زبان فرانسوی برگردانده شد مورد توجه محافل ادبی قرار گرفت.

## داستان
فیلم روایتگر پیرمردی روستایی به نام «دستگیر» است که با یاسین نوه خردسال و ناشنوایش در جاده کابل حیرتان در انتظار یک کامیون است تا او را به معدن زغال‌سنگ نزد پسرش ببرد. او در این فکر است که چگونه خبر فاجعه‌ای را که بر سر خانواده‌اش آمده است به پسر زودخشمش بدهد...